# Nelia (papillon)
Pour les articles homonymes, voir Nelia.
Genre
Nelia est un genre de papillons sud-américains de la sous-famille des Satyrinae (famille des Nymphalidae).

## Liste des espèces
Selon GBIF (15 février 2024) :
- Nelia calvertii Elwes, 1903 - Chili
- Nelia humilis Felder, 1867
- Nelia nemyrioides Blanchard, 1852 - Chili
- Nelia ureta Pyrcz & Benyamini, 2016
- Nelia vesagus (Doubleday)

## Systématique
Le nom valide complet (avec auteur) de ce taxon est Nelia Hayward, 1953.